# Рыбаков, Анатолий Фёдорович
Анатолий Фёдорович Рыбаков (1923—1989) — генерал-майор Советской Армии, участник Великой Отечественной войны, Герой Советского Союза (1945).

## Биография
Анатолий Рыбаков родился 19 декабря 1923 года в деревне Раменье (ныне — Вязниковский район Владимирской области). Окончил девять классов школы. В июле 1941 года Рыбаков был призван на службу в Рабоче-крестьянскую Красную Армию. В 1942 году он окончил Пермскую военную авиационную школу пилотов. С сентября 1943 года — на фронтах Великой Отечественной войны.
К январю 1945 года гвардии лейтенант Анатолий Рыбаков командовал звеном 142-го гвардейского штурмового авиаполка 8-й гвардейской штурмовой авиадивизии 1-го гвардейского штурмового авиакорпуса 2-й воздушной армии 1-го Украинского фронта. К тому времени он совершил 107 боевых вылетов на штурмовку и бомбардировку скоплений боевой техники и живой силы противника, нанеся ему большие потери.
Указом Президиума Верховного Совета СССР от 10 апреля 1945 года за «мужество и героизм, проявленные в воздушных боях с немецкими захватчиками» гвардии лейтенант Анатолий Рыбаков был удостоен высокого звания Героя Советского Союза с вручением ордена Ленина и медали «Золотая Звезда» за номером 6077.
В 1951 году окончил Военно-воздушную академию. В 1986 году в звании генерал-майора Рыбаков был уволен в запас. Проживал в Москве.

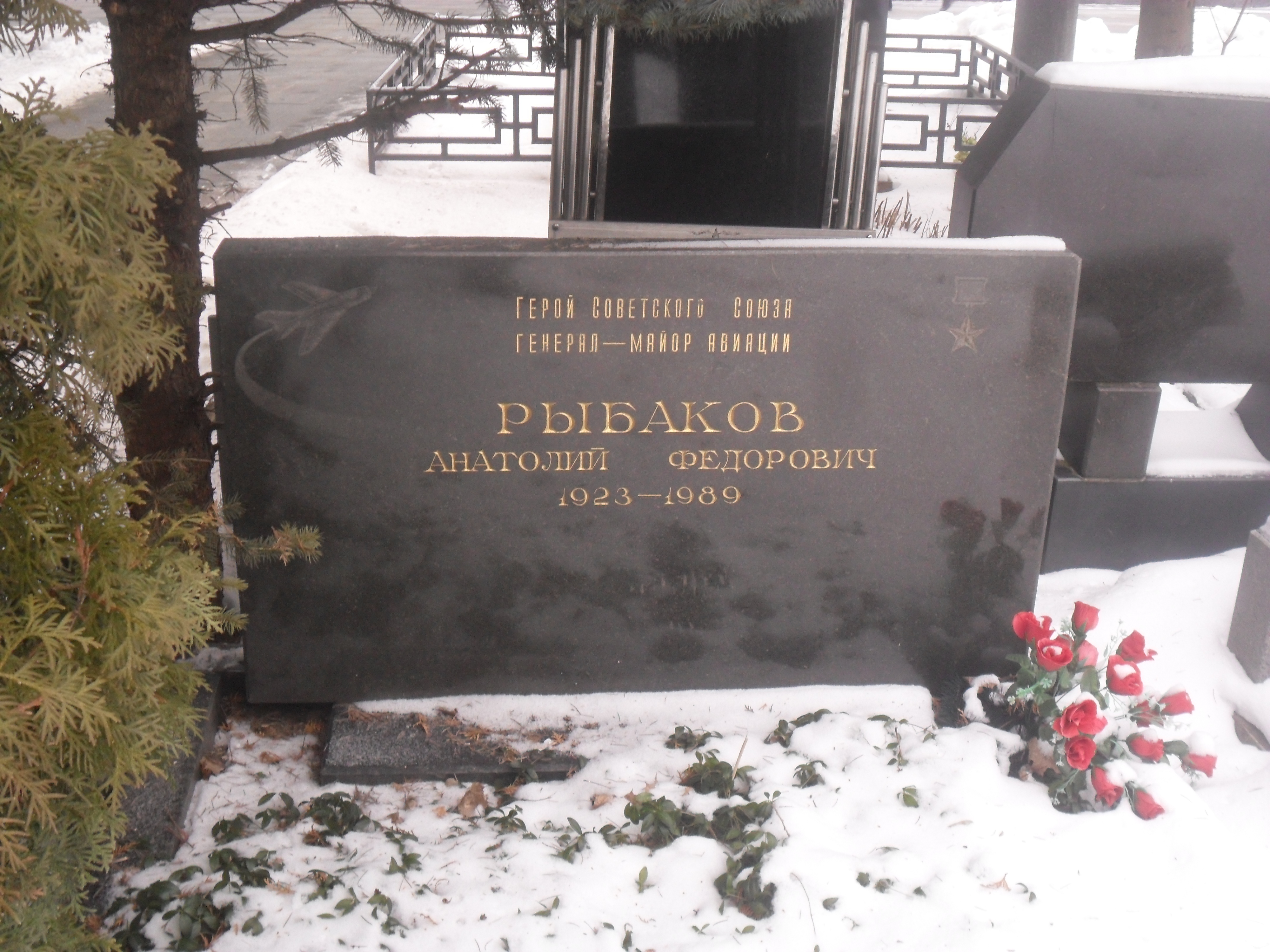
Могила Рыбакова на Кунцевском кладбище Москвы.

Скончался 22 мая 1989 года, похоронен на Кунцевском кладбище Москвы.
Был также награждён двумя орденами Красного Знамени, орденами Александра Невского, Отечественной войны 1-й и 2-й степеней, двумя орденами Красной Звезды, орденом «За службу Родине в Вооружённых Силах СССР» 3-й степени и рядом медалей.